# Телескоп Хоббі — Еберлі
Телескоп Хоббі — Еберлі (ТХЕ) (англ. Hobby–Eberly Telescope, скорочено  HET) — телескоп з апертурою 9,2 метра (30 футів), розташований в обсерваторії Макдональда, один із найбільших оптичних телескопів у світі. Його конструкція поєднує кілька особливостей, які відрізняють його від більшості телескопів. Наприклад, головне дзеркало складається з 91 шестикутного сегмента, виготовлення яких обійшлося дешевше, ніж одного великого дзеркала. Крім того, головне дзеркало телескопа фіксується під кутом 55° і може обертатися навколо своєї осі. Ціль відстежується шляхом руху інструментарію в фокусі телескопа; це забезпечує доступ до приблизно 70—81 % зоряного неба у місці встановлення телескопа і дозволяє спостерігати за однією ціллю протягом двох годин. Телескоп названо на честь колишнього лейтенант-губернатора Техасу Білла Хоббі і Роберта E. Еберлі, благодійника зі штату Пенсильванія.
На телескопі передбачено використання трьох інструментів для дослідження космічних об'єктів. Усі три — спектрографи, які працюють на високій, середній та низькій спектрографічній роздільній здатності. Спектрограф із низькою роздільною здатністю розташований у головному фокусі телескопа, а з середньою та високою роздільною здатністю — у підвальній частині, і світло на них подається за допомогою волоконно-оптичного кабелю.
Від часу першого запуску в 1996 році телескоп застосовувався для широкого спектра досліджень, починаючи від вивчення Сонячної системи та зір у нашій Галактиці і аж до дослідження інших галактик. Телескоп успішно використовували для пошуку планет, що обертаються навколо інших зір, шляхом вимірювання променевих швидкостей з точністю до 1 м/с.
Спектрограф із низькою роздільною здатністю використовувався для ідентифікації наднових типу Ia, що дало змогу виміряти прискорення розширення Всесвіту. Телескоп також застосовували для вимірювання обертання окремих галактик. Телескоп був модернізований для використання в експерименті TXEETE (ТХЕ Експеримент з темною енергією), який виконає перші спостереження, що дасть змогу звузити перелік можливих пояснень щодо природи темної енергії.
Телескоп Хоббі — Еберлі належить обсерваторії Макдональда Техаського університету, і працює у консорціумі з такими установами як Техаський університет, Університет штату Пенсильванія, Стенфордський університет, Мюнхенський університет Людвіга-Максиміліана та Геттінгенський університет.
Головне рефлекторне дзеркало більше 9,2 м, його справжній розмір становить 11×9,8 м, але оптична апертура, яку можна використовувати у будь-який момент, дорівнює 9,2 м. Дзеркало, що має сегментну будову (як і телескопи Кека), складається з 91 шестикутного сегмента. Оновлення телескопа дало змогу збільшити його поле зору з 4 до 22 мінут (для порівняння — повний Місяць має розмір 30 мінут). Форма сегментів дзеркала коригується за допомогою приводів під кожним із них, із точністю до частки довжини хвилі видимого світла. Вежа поряд із телескопом, що називається Центральною вежею вирівнювання кривизни сенсорів, використовується для калібрування сегментів дзеркала. Однією з переваг саме такої конструкції телескопа була вп'ятеро менша вартість (у порівнянні з телескопами іншої конструкції такої ж апертури).
28 листопада 2012 року Nature повідомив, що астрономи використали телескоп Хоббі — Еберлі для вимірювання маси надмасивної чорної діри (з масою, що дорівнює приблизно 17 мільярдів M☉) — ймовірно, наймасивнішої виявленої чорної діри. Вона перебуває в компактній лінзоподібній галактиці NGC 1277, яка розташована за 220 мільйонів світлових років від Землі, в напрямку сузір'я Персея. Маса чорної діри становить приблизно 59 % маси ядра цієї галактики (14 % від загальної маси зір галактики).